# Shimoina-gun
Shimoina-gun (jap. 下伊那郡, wörtlich: „Landkreis Unter-Ina“) ist ein Landkreis (gun) im Süden der Präfektur Nagano auf der japanischen Hauptinsel Honshū. Er hat 56.759 Einwohner (Stand: 1. März 2021) auf einer Fläche von 1.270,43 km². Ihm gehören drei Städte (machi) und zehn Dörfer (mura) an. Diese sind die Städte Anan, Matsukawa, Takamori und die Dörfer Achi, Hiraya, Neba, Ōshika, Shimojō, Takagi, Tenryū, Toyooka, Urugi und Yasuoka. Mit gegenwärtig 13 angehörigen Kommunen ist Shimoina-gun nicht nur der Landkreis mit den meisten Kommunen in der Präfektur Nagano, sondern auch in ganz Japan.

## Geschichte
Shimoina-gun entstand am 14. Januar 1879 durch eine Teilung des alten Ina-gun in Shimoina-gun und Kamiina-gun („Ober-Ina“). Sitz der damaligen Kreisverwaltung war Iida. Seit dem 1. April 1889 gehörten eine Stadt und 41 Dörfer zu Shimoina-gun. Am 1. April 1937 wurde nach einer Zusammenlegung Iida zur kreisfreien Stadt (shi). Vor der großen Gebietsreform der 1950er Jahre gehörten zu Shimoina-gun 42 Dörfer. Nach der großen Gebietsreform gehörten seit dem 1. April 1960 nur noch vier Städte und 19 Dörfer zu Shimoina-gun. Durch weitere kleinere Gebietsreformen sank die Zahl der Kommunen weiter. Die bisher letzte in Shimoina-gun fand am 31. März 2009 statt.